# 미리암 레오네
미리암 레오네(Miriam Leone, 1985년 4월 14일 ~ )는 이탈리아의 배우이자 2008 미스 이탈리아 우승자이다.

## 출연 작품
- 풋 그랜마 인 더 프리저 (2018)
- 인비저블 위트니스 (2018) - 로라 역
- 시칠리아 상륙작전 (2016)